# Mit Lutz und Liebe
Mit Lutz und Liebe (Untertitel: Alte Schlagerhüte, frisch aufpoliert und neu serviert von Lutz Jahoda) war eine Musiksendung im Fernsehen der DDR.

## Konzept
Der Entertainer Lutz Jahoda präsentierte in seiner im Stil einer Revue aufgebauten Sendung eine Mischung aus alten Schlagern und Volksliedern, deren Melodien er mit eigenen Texten neu vertonte. Als Gäste traten DDR-Schlagerstars wie Aurora Lacasa und Monika Herz auf. Zwischen den Musikstücken spielte Jahoda in verschiedenen Sketchen und Moderationen. Unterstützt wurde er dabei von einem sprechenden Papagei namens Amadeus. In jeder Folge der Show wurde auf diese Weise eine zusammenhängende Geschichte erzählt. Die Szenenbilder von Wolfgang Schnecke galten als technisch anspruchsvoll produziert, die Sendung gehörte zu den beliebtesten Unterhaltungsformaten des Landes in den 1970er Jahren.

## Produktion
Die Idee zu Mit Lutz und Liebe entwickelte Jahoda gemeinsam mit Heinz Quermann. Die Sendung wurde im Fernsehstudio Kulturpalast in Karl-Marx-Stadt produziert.
Der Papagei, der in der Rolle des  Amadeus als Jahodas Co-Moderator agierte, war ein Weibchen, hieß Lore und stammte aus dem Zoo Leipzig. Für die Produktion der Sendung wurde das Tier jedes Mal in die Fernsehstudios nach Karl-Marx-Stadt gebracht. Die Stimme des Papageis sprach Edgar Pfeil.